# Hydrogénoxalate
L'ion hydrogénoxalate HC2O4− est un ampholyte.

Structure de l'hydrogénoxalate.

Amphotère, il est à la fois base conjuguée d'un diacide, l'acide oxalique C2O4H2, et acide conjugué d'une dibase, l'ion éthanedioate ou oxalate C2O42−.